# 難波多慧子
難波 多慧子（なんば たえこ）は、兵庫県出身の元卓球選手。現役時代は日本代表として世界卓球選手権での金メダル3個を含む、複数の国際大会でメダルを獲得し、日本卓球界の黄金期を代表する選手として活躍した。段級位は9段。国際卓球連盟世界ランキング最高位は6位。

## 経歴
1953年度、全日本卓球選手権大会ジュニアの部で優勝。
1954年度、 全日本選手権は塩野美笑子と出場した女子ダブルス決勝で佐藤富士子 / 山本千代子組に1-2で敗れ準優勝。
1955年度、全日本学生卓球選手権大会ではシングルスで初優勝。
1956年度、東京で行われた第23回世界卓球選手権ではシングルスで16強、女子ダブルスで準々決勝敗退。学生選手権ではシングルスで2連覇。
1957年度、ストックホルム (スウェーデン) で行われた第24回世界卓球選手権、大川とみと出場した女子ダブルスは準々決勝敗退。角田啓輔と出場した混合ダブルス準決勝ではイヴァン・アンドレアディス  (チェコスロバキア) / アン・ヘイドン (イングランド) 組に2-3で敗れ銅メダル。団体で金メダル獲得。世界ランク11位タイ。全日本選手権では坂本昇と出場した混合ダブルスで木田吉明 / 亀井敬子組を2-1で下し優勝。
1958年度、東京で行われたアジア競技大会卓球競技ではシングルス、団体で金メダル獲得。世界ランクは自己最高の6位。
1959年度、ドルトムント (西ドイツ) で行われた世界選手権シングルスでは準々決勝敗退。山泉和子と出場した女子ダブルスでは準決勝でへイドン /  ディアンヌ・ロー組 (イングランド) に3-1で勝利。決勝で江口冨士枝 / 松崎キミ代組 (日本) を3-0で下し、金メダル。団体でも金メダル獲得。世界ランク9位。

## 表彰
- 朝日スポーツ賞 – 1957年、1959年[11]。